# Blanchardville
Blanchardville és una població dels Estats Units a l'estat de Wisconsin. Segons el cens del 2000 tenia 806 habitants.

## Demografia
Segons el cens del 2000, Blanchardville tenia 806 habitants, 346 habitatges, i 206 famílies. La densitat de població era de 707,3 habitants per km².
Dels 346 habitatges en un 28,6% hi vivien nens de menys de 18 anys, en un 50,9% hi vivien parelles casades, en un 7,2% dones solteres, i en un 40,2% no eren unitats familiars. En el 35,8% dels habitatges hi vivien persones soles el 17,1% de les quals corresponia a persones de 65 anys o més que vivien soles. El nombre mitjà de persones vivint en cada habitatge era de 2,33 i el nombre mitjà de persones que vivien en cada família era de 3,05.
Per edats la població es repartia de la següent manera: un 24,9% tenia menys de 18 anys, un 6,7% entre 18 i 24, un 29,8% entre 25 i 44, un 20,7% de 45 a 60 i un 17,9% 65 anys o més.
L'edat mediana era de 38 anys. Per cada 100 dones de 18 o més anys hi havia 96,4 homes.
La renda mediana per habitatge era de 40.313 $ i la renda mediana per família de 51.776 $. Els homes tenien una renda mediana de 31.908 $ mentre que les dones 26.208 $. La renda per capita de la població era de 18.104 $. Aproximadament el 6,7% de les famílies i el 9,8% de la població estaven per davall del llindar de pobresa.

## Poblacions més properes
El següent diagrama mostra les poblacions més properes.